# Raphaël Danchin
Pour les articles homonymes, voir Danchin.
Raphaël Danchin, né le 16 février 1971, est un mathématicien français.

## Biographie
Danchin étudie à l'École polytechnique diplômé en 1993 et il obtient son DEA en mathématiques en 1994 à l'université Paris-Sud à Orsay. Il obtient son doctorat en 1996 de Jean-Yves Chemin à l'École polytechnique (Analyse numérique et harmonique d'un problème de mécanique des fluides). En 2001, il est diplômé de l'université Paris-VI, où il travaille au Laboratoire d'analyse numérique du CNRS depuis 1997. En 1999/2000, il est à l'Institute for Advanced Study. Il est professeur à l'université Paris-Est-Créteil-Val-de-Marne depuis 2002. De 2005 à 2017, il enseigne également comme chargé de cours à temps partiel à l'École polytechnique.
Il s'intéresse aux méthodes mathématiques en hydrodynamique: analyse de Fourier, équations de Navier-Stokes (par exemple avec la densité variable), mais aussi équations d'Euler, équations de Gross-Pitaevski et équations de Korteweg (pour les liquides avec des transitions de phase).
De 2011 à 2016, il est membre junior de l'Institut universitaire de France. En 2009, il reçoit le prix Maurice-Audin.